# 努哈·兰杜勒西
努哈·兰杜勒西（阿拉伯语：‎，1998年5月5日—）是一名突尼斯女子举重运动员。她在2012年开始参加国际青年比赛，2013年首次在非洲举重锦标赛成年组上夺得冠军。2014年南京青奥会，她夺得女子53公斤级铜牌，成为历史上首位夺得青奥个人项目奖牌的突尼斯运动员。2021年，她出战东京奥运，以196公斤的总成绩获得女子55公斤级第8名。